# 維薩姆·本·耶德爾
維薩姆·本·耶德爾（法語：Wissam Ben Yedder；1990年8月12日—），是一名法國職業足球員，司職前锋，曾效力法甲球隊摩納哥。
由於賓耶達的父母來自突尼西亞，因此根據國際足協的規定，他有資格代表該國參加國際賽。

## 俱樂部生涯

### 圖盧茲
本·耶德爾的足球生涯起步於第四級別法國業餘聯賽的球隊馬卡比巴黎大都會足球會，2010年被法甲圖盧茲足球俱樂部簽下，他在2010年10月16日球隊主場0比2不敵巴黎聖日耳曼的比賽中上演聯賽首秀，在比賽還有29分的時候替補登場，他在效力圖盧茲的前兩個賽季一共得到了13次替補登場的機會，而他的聯賽首球2012年4月21日球隊對陣伊維恩時取得。
他在2012-13賽季成為球會的常規主力，在2013年11月30日球隊在主場5比1大勝索肖的比賽中本耶德爾上演了第一個帽子戲法，在2014年5月17號聯賽收官戰，球隊3比1戰勝華倫西恩斯的比賽中他上演了另一個帽子戲法。2014年9月20號圖盧茲3比3戰平卡昂的比賽中本耶德爾罰進一個12碼點球，這讓他在效力圖盧茲其間的進球上升至35個，他也超越了他的前輩吉尼亞克成為圖盧茲本世紀進球最多的球員，2015年12月19日，本·耶德爾在球隊1比1戰平里爾的比賽中進球，個人的法甲進球達到了50個。他再冬歇期後球隊3比1戰勝蘭斯的比賽中上演了另一個帽子戲法。

### 塞維利亞
2016年7月30日，塞維利亞足球俱樂部簽下法國射手本·耶德爾，雙方簽約5年，轉會費據悉為900萬歐元。本·耶德爾在歐洲超級杯負於皇家馬德里的比賽中得到了短暫的出場時間，在2016年西班牙超級杯首回合塞維利亞主場0比2負於巴塞隆納的比賽中本·耶德爾在比賽還有29分鐘的時候被同為球隊新援的盧西亞諾·比埃托替換下場，他的聯賽首秀是球隊8月20日塞維利亞主場6比4戰勝西班牙人的比賽，2017年1月7日，球隊客場4比0戰勝皇家社會的比賽中，本耶德爾有著大師級的表現，貢獻了3個進球及1個助攻。

## 国际生涯
本·耶德尔曾代表法国参加两场室内足球比赛，在其中打进一球，并且还在法国国家21岁以下足球队中代表国家出场三次。
由于本·耶德尔的父母来自突尼斯，根据国际足球联合会的规定，他有资格代表突尼斯国家足球队参加国际比赛。突尼斯足球协会曾经五次尝试让他代表他们的国家队。2017年10月，在他拒绝了他们在2018年国际足球联合会世界杯之前进入该队的邀请后，他们承认失败。
2018年3月，在为塞维利亚表现出色之后，法国国家队主教练迪迪埃·德尚将本·耶德尔列入了对哥伦比亚和俄罗斯进行的两场友谊比赛的大名单中。他在3月23日在法国国家竞技场的比赛中替换奥利维耶·吉鲁出场17分钟，在对哥伦比亚的比赛中法国队以2比3落败。5月17日，他入选法国23人的世界杯备用名单。
2019年6月11日，本·耶德尔首次在法国国家队首发并在客场4比0战胜安道尔的欧洲足球锦标赛2020年预选赛中打进他的首个国家队进球。2021年5月，他入选了推迟举行的欧洲杯决赛阶段的法国队名单。由于本赛季俱乐部的开局不佳，他被法国队在2022年9月的比赛中剔除，尽管他的状态有所提升，但他没有入选2022年国际足联世界杯的法国队阵容。

## 榮譽

### 國家隊
法國
- 歐洲足協國家聯賽冠軍：2020–21賽季[14]

## 生涯統計
最後更新：2017年1月7日
| 球會             | 球季     | 聯賽 | 聯賽 | 盃賽 | 盃賽 | 聯賽盃 | 聯賽盃 | 歐冠聯賽 | 歐冠聯賽 | 其他 | 其他 | 合計 | 合計 |
| 球會             | 球季     | 出場 | 入球 | 出場 | 入球 | 出場   | 入球   | 出場     | 入球     | 出場 | 入球 | 出場 | 入球 |
| ---------------- | -------- | ---- | ---- | ---- | ---- | ------ | ------ | -------- | -------- | ---- | ---- | ---- | ---- |
| 馬卡比巴黎大都會 | 2009–10  | 23   | 9    | 0    | 0    | —      | —      | —        | —        | —    | —    | 23   | 9    |
| 圖盧茲           | 2010–11  | 4    | 0    | 1    | 0    | —      | —      | —        | —        | —    | —    | 5    | 0    |
| 圖盧茲           | 2011–12  | 9    | 1    | 1    | 0    | 1      | 0      | —        | —        | —    | —    | 11   | 1    |
| 圖盧茲           | 2012–13  | 34   | 15   | 2    | 0    | 1      | 0      | —        | —        | —    | —    | 37   | 15   |
| 圖盧茲           | 2013–14  | 38   | 16   | 2    | 0    | 2      | 1      | —        | —        | —    | —    | 42   | 17   |
| 圖盧茲           | 2014–15  | 36   | 14   | 1    | 1    | 1      | 0      | —        | —        | —    | —    | 38   | 15   |
| 圖盧茲           | 2015–16  | 35   | 17   | 2    | 1    | 4      | 5      | —        | —        | —    | —    | 41   | 23   |
| 圖盧茲           | 合計     | 156  | 63   | 9    | 2    | 9      | 6      | —        | —        | —    | —    | 174  | 71   |
| 塞維利亞         | 2016-17  | 16   | 8    | 3    | 5    | —      | —      | 4        | 2        | 2    | 0    | 25   | 15   |
| 塞維利亞         | 合計     | 16   | 8    | 3    | 5    | —      | —      | 4        | 2        | 2    | 0    | 25   | 15   |
| 生涯合計         | 生涯合計 | 192  | 80   | 12   | 7    | 9      | 6      | 4        | 2        | 2    | 0    | 219  | 95   |

## 外部連結
- Soccerway資料庫：維薩姆·本·耶德爾